# 光栄堂
株式会社光栄堂（こうえいどう）は、かつて存在した医薬品・医療機器の卸売を中心とする日本の企業である。現在はアルフレッサグループの一社「ティーエスアルフレッサ」である。医薬品の卸売手。地盤は島根県。

## 概要
- 内藤可也が、昭和13年に「光栄商会」を創業。
- 2代目社長の渡部民也は、松江市の内藤家に生まれたが、幼いころ簸川郡大社町の渡部家に養子にやられる。尋常小学校を出ると町内の印刷所にしばらく勤務していたが、そのあと自分で菓子屋を開業。だが思わしくない商売に見切りをつけて28歳の時松江に出る。見習いのときに覚えた技術を生かそうと片原町で足踏み印刷機一台を元手に印刷所の「渡部印刷」を創業。
- その後兄弟の内藤可也の死去により「光栄堂」の社長も兼務するも昭和32年狭心症で急死、長男の渡部正があとを継ぎ「渡部印刷」「光栄堂」の社長を兼務する。
- 「光栄堂」が「成和産業」（現：「ティーエスアルフレッサ」）と合併し「成和産業」代表取締役副社長に就任した。月の半分は広島や山陰各地への多忙な為、長男の渡部彰夫を「成和産業」を退職させ「渡部印刷」代表取締役専務として入社させ業務拡充にあたった。その後、渡部正も「成和産業」の副社長を昭和63年6月で辞任し家業の「渡部印刷」を継ぐ。
- 「三共」から「光栄堂」に出向していた堀良貴も「成和産業」の取締役に就任。昭和57年5月まで役員を続ける。

## 会社概要
- 本社 島根県松江市灘町1-38
- 代表取締役社長　渡部正

## 大株主
- 三共
- 中外製薬
- 萬有製薬
- 渡部正

## 沿革
- 1938年（昭和13年）4月 - 松江市で「光栄商会」を内藤可也が創業
- 1948年（昭和23年）12月 - 松江市朝日町491に「有限会社光栄堂」に商号変更
- 1956年（昭和31年） - 資本金30万円から100万円に増資し、同時に役員を一新、店舗新装、商品拡充を計り、2代目代表取締役社長に「渡部民也」就任
- 1957年（昭和32年） - 3代目代表取締役社長に「渡部正」就任
- 1962年（昭和37年） - 出雲市の「山田薬局」（島根県出雲市今市町中町）卸部門を譲受
- 1965年（昭和40年） - 浜田市の「安達薬品」（島根県浜田市紺屋町71-4）卸部門を譲受
- 1966年（昭和41年）3月3日 - 資本金1,400万円で「株式会社光栄堂」に商号変更
- 1971年（昭和46年） - 三共から堀良高が派遣され取締役に就任
- 1974年（昭和49年） - 「成和産業」（現：「ティーエスアルフレッサ」）に吸収合併

## 営業所
- 松江本社　島根県松江市灘町1-38
- 浜田出張所　島根県浜田市殿町120
- 出雲出張所　島根県出雲市塩冶町120
- 隠岐駐在所　島根県隠岐郡西郷町東
- 益田連絡所  島根県益田市中ノ島町ロ135-2

## 主な取引メーカー
- 三共
- 中外製薬
- 萬有製薬
- 田辺製薬

## 関連会社
- 渡部印刷株式会社
- 山陰製袋株式会社
- 光栄堂・小売部（松江市朝日町491の旧社屋内に併設されていたので卸部を灘町1-38に移転し小売店のみとする）